# Gottfried Arn
Gottfried Arn (ur. 24 listopada 1912, zm. 10 sierpnia 2006 w Collonge-Bellerive) – szwajcarski zapaśnik walczący w stylu wolnym. Olimpijczyk z Berlina 1936, gdzie zajął trzynaste miejsce w wadze lekkiej.

## Letnie Igrzyska Olimpijskie 1936
| Konkurencja      | Rundy eliminacyjne    | Rundy eliminacyjne | Klas. końcowa |
| Konkurencja      | Przeciwnik I          | Przeciwnik II      | Miejsce       |
| ---------------- | --------------------- | ------------------ | ------------- |
| 66 kg styl wolny | Wolfgang Ehrl (GER) P | Doc Strong (USA) P | 13.           |